# Mutua Madrilena Masters Madrid 2004
Mutua Madrilena Masters Madrid 2004 — 15-й розыгрыш ежегодного профессионального теннисного турнира среди мужчин, и 3-й проводящегося в испанском городе Мадрид, являющегося частью тура ATP в рамках серии Мастерс. Турнир прошёл с 18 по 25 октября. Соревнование продолжало осеннюю европейскую серию зальных турниров, расположенную в календаре между Открытым чемпионатом США и Итоговым турниром.
Прошлогодние победители:
- в одиночном разряде —  Хуан Карлос Ферреро
- в парном разряде —  Махеш Бхупати /  Максим Мирный

## Соревнования

### Одиночный турнир
Марат Сафин обыграл  Давида Налбандяна со счётом 6-2, 6-4, 6-3.
- Сафин выиграл 2-й одиночный титул в сезоне и 13-й за карьеру в основном туре ассоциации.
- Налбандян сыграл 2-й одиночный финал в сезоне и 8-й за карьеру в основном туре ассоциации.

### Парный турнир
Даниэль Нестор /  Марк Ноулз обыграли  Боба Брайана /  Майка Брайана со счётом 6-3, 6-4.
- Нестор выиграл 5-й парный титул в сезоне и 37-й за карьеру в основном туре ассоциации.
- Ноулз выиграл 5-й парный титул в сезоне и 35-й за карьеру в основном туре ассоциации.
- Нестор и Ноулз во второй раз выиграли местный турнир (до этого в 2002 году).